# تفجير الحلة 2005
تفجير الحلة 2005 هو تفجير دموي تم بواسطة شاحنة مفخخة يقودها انتحاري أستهدف جمع من الناس قرب مركز طبي للحصول على الشهادات الصحية في مدينة الحلة جنوب بغداد أدى إلى مقتل حوالي 127 شخص جميعهم من الشيعة في 28 فبراير 2005.

## المنفذ
أعلن تنظيم القاعدة في بلاد الرافدين مسؤوليته عن التفجر الذي قام به انتحاري أردني الجنسية يسمى رائد البنا الذي نفذ الهجوم على المركز الصحي وقد قامت عائلة الانتحاري بعزاء لموته ووزعوا الحلوى في العزاء احتفالا باستشهاد ابنهم وزواجه بالجنة حسب عقيدتهم مما أدى إلى غضب الشيعة الذين خرجوا في تظاهرة ضد السفارة الأردنية.

## مقالات ذات صلة
- قائمة للحوادث الإرهابية التي ضربت محافظة بابل
- رائد البنا
- تفجير الحلة 2007
- تفجير الحلة 2014
- تفجير الحلة 2011
- تفجير الحلة 2016